# Lakmusov papir
Lákmusov papír je filtrirni papir, prepojen z organskim barvilom lakmusom (lakmusovo tinkturo). Slednji je v vodi topno barvilo, ki ga pridobivajo iz vrste lišaja. Lakmusov papir je eden najstarejših znanih indikatorjev kislosti ali bazičnosti. Deluje tako, da  se njegova barva spreminja v odvisnosti od koncentracije vodikovih ionov od kisika. Moder lakmusov papir se v kislih raztopinah (pH < 4,5 pri 25 °C) obarva rdeče, rdeč pa v bazičnih raztopinah (pH > 8,3) modro. 